# آرکا کانتیننتال
آرکا کانتیننتال (انگلیسی: Arca Continental) شرکت صنایع غذایی مکزیکی است، که در سال ۲۰۰۱ تأسیس شد.